# Шкилёв, Василий Фёдорович
Василий Фёдорович Шкилев — советский хозяйственный и государственный деятель, лауреат Государственной премии СССР за выдающиеся достижения в труде.

## Биография
Родился в 1939 году в деревне Ново-Девичьи Горы. Член КПСС.
Окончил Лукояновское ПТУ.
В 1959—1971 годах — тракторист в родном колхозе, военнослужащий Советской армии, шофер грузовой машины на комбинате «Вятлес».
В 1971—1999 годах — водитель автобуса маршрута № 26 Горьковского пассажирского автотранспортного предприятия № 1.
За инициативу в развитии соцсоревнования за повышение эффективности и качества работы на водном, автомобильном и ж/д транспорте был в составе коллектива удостоен Государственной премии СССР за выдающиеся достижения в труде 1977 года.
Почётный работник транспорта России.
Живёт в Нижнем Новгороде.

## Награды
- Орден Ленина
- Орден Знак Почёта